# باتن كايتوس أوريجنس
باتن كايتوس أوريجنس (بالإنجليزية: Baten Kaitos Origins)‏ (باليابانية: バテン・カイトスII 始まりの翼と神々の嗣子) هي لعبة فيديو تقمص الأدوار تم إنتاجها في سنة 2006 منتجة من قبل شركات نامكو ونينتندو ومونوليث سوفت، وهي ثاني لعبة من سلسلة ألعاب باتن كايتوس بعد لعبة باتن كايتوس: إيترنال وينغس أند ذا لوست أوزيان التي أنتجت في سنة 2003، تم نشرها بواسطة شركة نامكو في اليابان وأمريكا وقامت شركة نينتندو بنشرها في أوروبا فقط في سنة 2006.